# Ashihan
Ashihan (kinesiska: 阿什罕, 阿什罕苏木) är en socken i Kina. Den ligger i den autonoma regionen Inre Mongoliet, i den norra delen av landet, omkring 700 kilometer öster om regionhuvudstaden Hohhot.
Genomsnittlig årsnederbörd är 665 millimeter. Den regnigaste månaden är juni, med i genomsnitt 130 mm nederbörd, och den torraste är januari, med 3 mm nederbörd.